# Thyrosticta cowani
Thyrosticta cowani là một loài bướm đêm thuộc phân họ Arctiinae, họ Erebidae.